# 遊廓

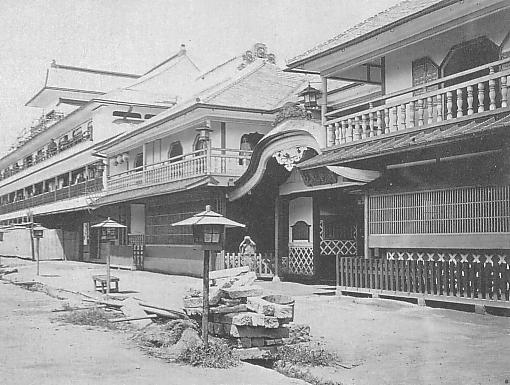
明治5年（1872年）ごろの東京の吉原遊廓

遊廓（ゆうかく）は、公許の遊女屋（女郎屋）を集め、周囲を塀や堀などで囲った区画のこと。遊郭とも。

## 成立
遊廓の成立は、安土桃山時代にさかのぼる。別称として廓（くるわ）、傾城町（けいせいまち）ともいう。広義には、芸妓を含んだ花街（はなまち、かがい）や、色里（いろさと）、遊里（ゆうり）、色町（いろまち）など私娼街も含めた通称である。「廓」は、「城郭」と同じで囲われた区画を意味する語である。一区画にまとめられたのは、人の行き来を制限して治安を守り風紀を統制することが目的だった。江戸吉原の「お歯黒どぶ」が有名である。近代の遊廓は、必ずしも大きな物理的障壁で囲まれていたわけではなく、目印程度の境界であることもあった。
その他、江戸時代に公許の遊廓以外で遊女（女郎）の集まる場所に宿場町の飯盛旅籠（めしもり はたご）（飯盛女を参照）や門前町などの岡場所（おかばしょ）があった。
明治期においては、1900年（明治33年）に娼妓の居住地と貸座敷（遊女屋）の営業地が同一地区に指定され、この指定された公娼街を俗に遊廓と呼んだ。

## 前史
古代から女性による接客は存在した。遠方から神社仏閣に参詣する観光客向けに宿場町が形成され、そこに客を接待する遊女が置かれたと考えられる。
平安時代には大阪湾、淀川流域の江口、神崎のように港や宿場で遊女が多く集まる地域があった。また、この時期の遊女は自由業であり、遊廓などの決まった場所で営業することもなく、自分で客を取る形態の遊女もあった。しかし次第に遊女を取り締まる動きが起こる。室町時代には、足利将軍家が京都の傾城屋から税金を徴収していた。1528年（大永8年／享禄元年）には傾城局が設置され、遊女は室町幕府が定めた制度のもとに営業するようになった。

## 遊廓の成立
権力の統制と保護を受け、遊廓として1箇所に集められるのは、近世以降のことである。豊臣秀吉の治世に、遊廓を設けるため京の原三郎左衛門と林又一郎が願い出を秀吉にしており許可を得ている。今の大阪の道頓堀川北岸にも遊廓がつくられた。その5年後の1589年（天正17年）には京都・二条柳町に遊廓が作られた。1589年（天正17年）に秀吉によって開かれた京都の柳原遊廓をもって遊廓の始まりとする説もある。大阪と京都の遊廓は17世紀前半に、それぞれ新町（新町遊廓）と朱雀野（島原遊廓）に移転した。

### 各地の遊廓

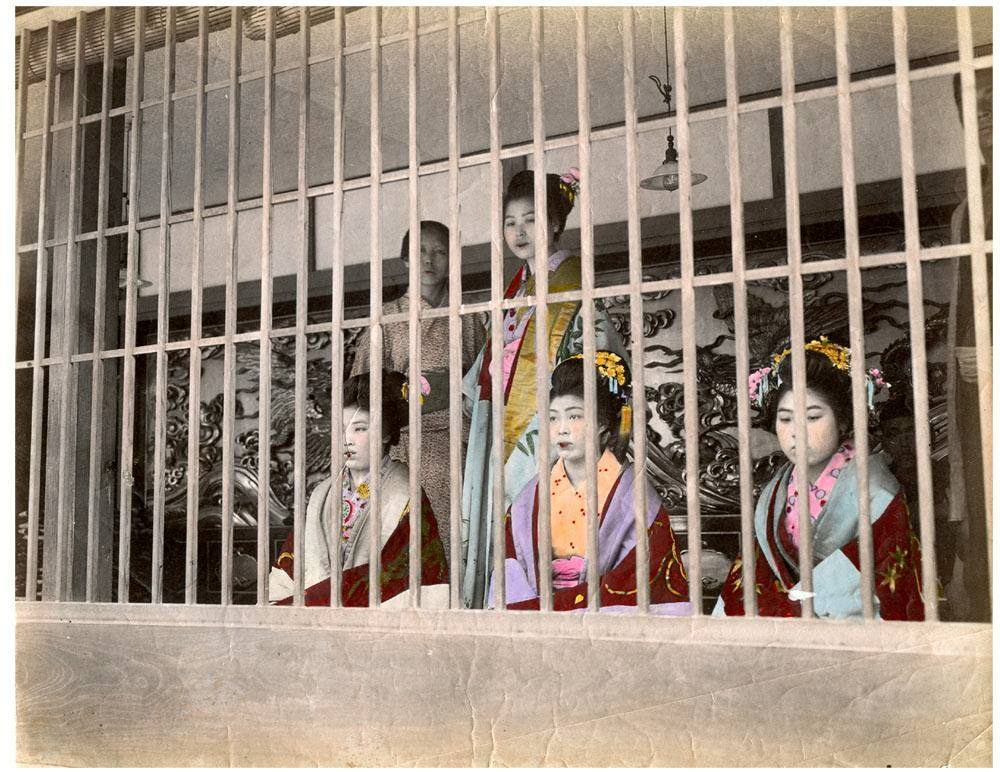
客待ちをする吉原遊廓の遊女

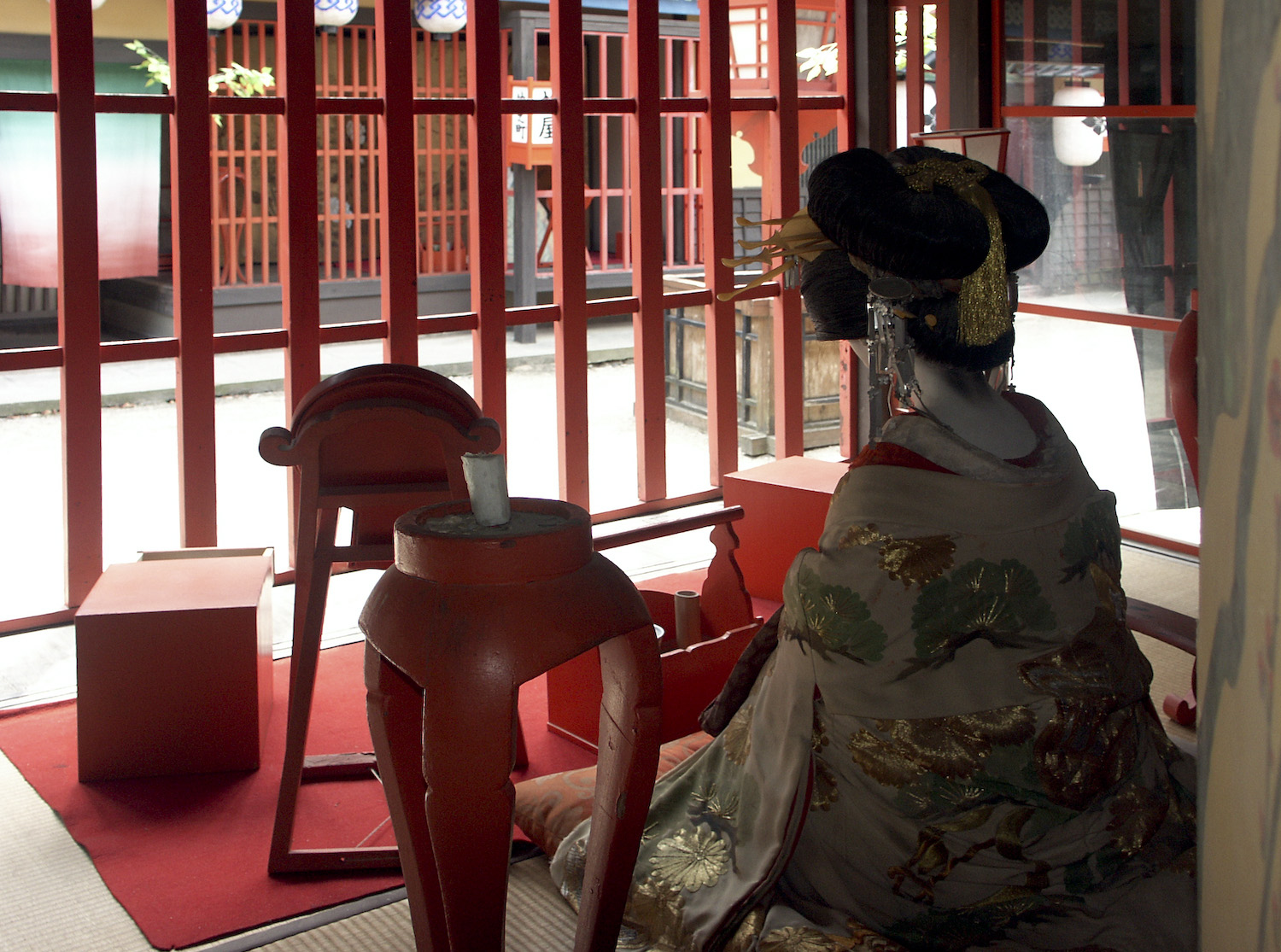
屋内から見た遊女の後姿（東映太秦映画村）

江戸に遊廓が誕生したのは1612年（慶長17年）である。駿府（今の静岡市）の二丁町遊廓から遊女屋を移して日本橋人形町付近に遊廓がつくられ、これを吉原遊廓と呼んだ。吉原遊廓は明暦の大火で焼失。その後浅草山谷付近に仮移転の後、すぐに浅草日本堤付近に移転した。人形町付近にあった当時のものを「元吉原」、日本堤付近に新設されたものを「新吉原」とも言う。
大坂の新町遊廓、京都の島原遊廓、江戸の吉原遊廓は、三大遊廓と呼ばれて大いに栄えた。これに伊勢古市（幕府非公認）、長崎丸山を加えたものが五大遊廓になる。新町の夕霧太夫、島原の吉野太夫、吉原の高尾太夫などは名妓と言われ、有名である。この他にも江戸時代には、全国20数箇所に公許の遊廓が存在した。最大の遊廓は江戸の吉原で、新吉原ができたころには300軒近い遊女屋があったと言われている。
鎖国の時代になると、1639年（寛永16年）ごろには西洋との唯一の窓口として栄えた長崎に丸山遊廓が誕生した。井原西鶴は『日本永代蔵』に「長崎に丸山という処なくば、上方銀無事に帰宅すべし、爰通ひの商い、海上の気遣いの外、いつ時を知らぬ恋風恐ろし」と記した。この丸山を三大遊廓に数える書もあるほどで、南蛮貿易で潤った当時の華やかさがうかがえる。
江戸幕府は島原の乱のころには、出島や唐人屋敷への出入り資格を制限していたが、丸山遊廓の遊女は例外として許された。出島へ赴く遊女たちは「紅毛行」、唐人屋敷へ赴く遊女たちは「唐人行」と称された。日本人男性相手の「日本行」の遊女とは明確に区別され、「唐人行」とはこの中国人を相手にする遊女らを指したものである。
江戸時代のころ、長崎の唐人屋敷の近隣にある島原のあたりでは「からゆき」という言葉が生まれ、これが「からゆきさん」の語源となった。島原半島、天草諸島では、島原の乱後に人口が激減したため、幕府は各藩に天草・島原への大規模な農民移住を命じていた。1643年には5000人程度だった天草諸島の人口は1659年（万治2年）には16000人に増加した。
遊廓では少女の人身売買が常態化していたという。
藤本箕山が著した『色道大鏡』（1678年序、全18巻）は、当時の遊廓25か所を列挙している。
- 京島原（嶋原）
- 伏見夷町（撞木町）
- 伏見柳町（中書島）
- 大津馬場町（馬場町、現在の大津市長等）
- 駿河府中弥勒町（府中宿、現在の静岡市葵区駒形通5丁目）
- 江戸三谷（吉原遊廓）
- 敦賀六軒町（現在の敦賀市栄新町）
- 三国松下（松ヶ下、現在の坂井市三国町）
- 奈良鴨川木辻（現在の奈良市東木辻町・鳴川町）
- 大和小網新屋敷（現在の橿原市小綱町）
- 堺北高洲町（現在の堺市堺区北旅籠町東）
- 堺南津守（現在の堺市堺区南旅篭町東）
- 大坂瓢箪町（新町遊廓）
- 兵庫磯町（現在の神戸市兵庫区磯之町）
- 五町街（中村遊廓）
- 佐渡鮎川（現在の新潟県佐渡市相川会津町）
- 石見温泉（現在の島根県大田市温泉津町温泉津稲荷町）
- 播磨室小野町（現在の兵庫県たつの市御津町室津）
- 備後鞆有磯町（現在の広島県福山市鞆町鞆）
- 広島多々海（現在の広島県竹原市忠海町）
- 宮島新町（現在の広島県廿日市市宮島町新町）
- 下関稲荷町（現在の山口県下関市赤間町）
- 博多柳町（現在の福岡市博多区下呉服町）
- 二本木（現在の熊本市西区二本木）
- 長崎丸山町寄合町（丸山、現在の長崎市丸山町・寄合町）
- 肥前樺島（現在の長崎市野母崎樺島町）
- 薩摩山鹿野田町（山ヶ野金山、現在の霧島市横川町上ノ山ケ野）

名古屋の遊廓は1610年（慶長15年）に許可されたがまもなく廃止、1731年（享保16年）藩主徳川宗春の時代に再度許可され、翌年から西小路遊廓、富士見原遊廓、葛町遊廓などが造られたが、1736年（元文元年）に西小路遊廓から出火して付近遊興地に延焼したため、これを機に各遊廓は廃止され、1850年代に復活するまで禁止された（中村遊廓#中村遊廓成立以前の名古屋の遊廓参照）。
琉球国時代の那覇には、辻と呼ばれる地域に尾類（ジュリ）と呼ばれる遊女を置いた遊廓があり、明治時代に沖縄県になって以降も続いた。尚真王時代の1526年（大永6年）に始まったといわれ、数百とあった妓楼のすべてが女性のみの手によって運営されていたという特色を持つ（明治末ごろからは遊廓の集会所の事務方として男性が雇われた）。伊波普猷によると、1672年（寛文12年）に、市中の至るところにいた尾類を風紀上よろしくないという理由から集めて辻と仲島の2遊廓に収容したのが始まりで、その後、渡地にも遊廓ができたという。

### 遊廓の構造
滝川政次郎によれば、江戸時代の遊廓の構造は唐の長安にあった妓館の集合地である「平康里」に倣ったものだと言う。大門に通ずる胴町と直角に交わる三筋の横町という構造は、京の柳馬場、六条三筋町、島原に共通して見られ、その後の江戸の吉原、新吉原など名だたる遊廓にも同様の構造がみられるという。
『守貞謾稿』によれば、吉原遊廓では出入り口となる門は西側に一か所あるのみであり、門の脇に作られた番屋によって通行する人々を監視していた。その後、時代を経るごとに門の数が増え、150年後には7か所の門が市街地と連絡していた。
全国の多くの遊里は自然発生的な配置となっており、街から隔離された位置に娼家を集め、障壁や掘割で囲んだ廓構造を持つ遊廓は少数であり、特殊な例と言える。

### 遊廓の文化
江戸時代の遊廓は代表的な娯楽の場であり、文化の発信地でもあった。上級の遊女（芸娼）は太夫や花魁などと呼ばれ、富裕な町人や、武家・公家を客とした。このため上級の遊女は、芸事に秀で、文学などの教養が必要とされた。
江戸中期以降は度々の取締りを受けながらも、遊廓以外の岡場所が盛んになった。また、遊廓自体も大衆化が進み、一般庶民が主な客層となっていった。

## 近代以降の遊廓

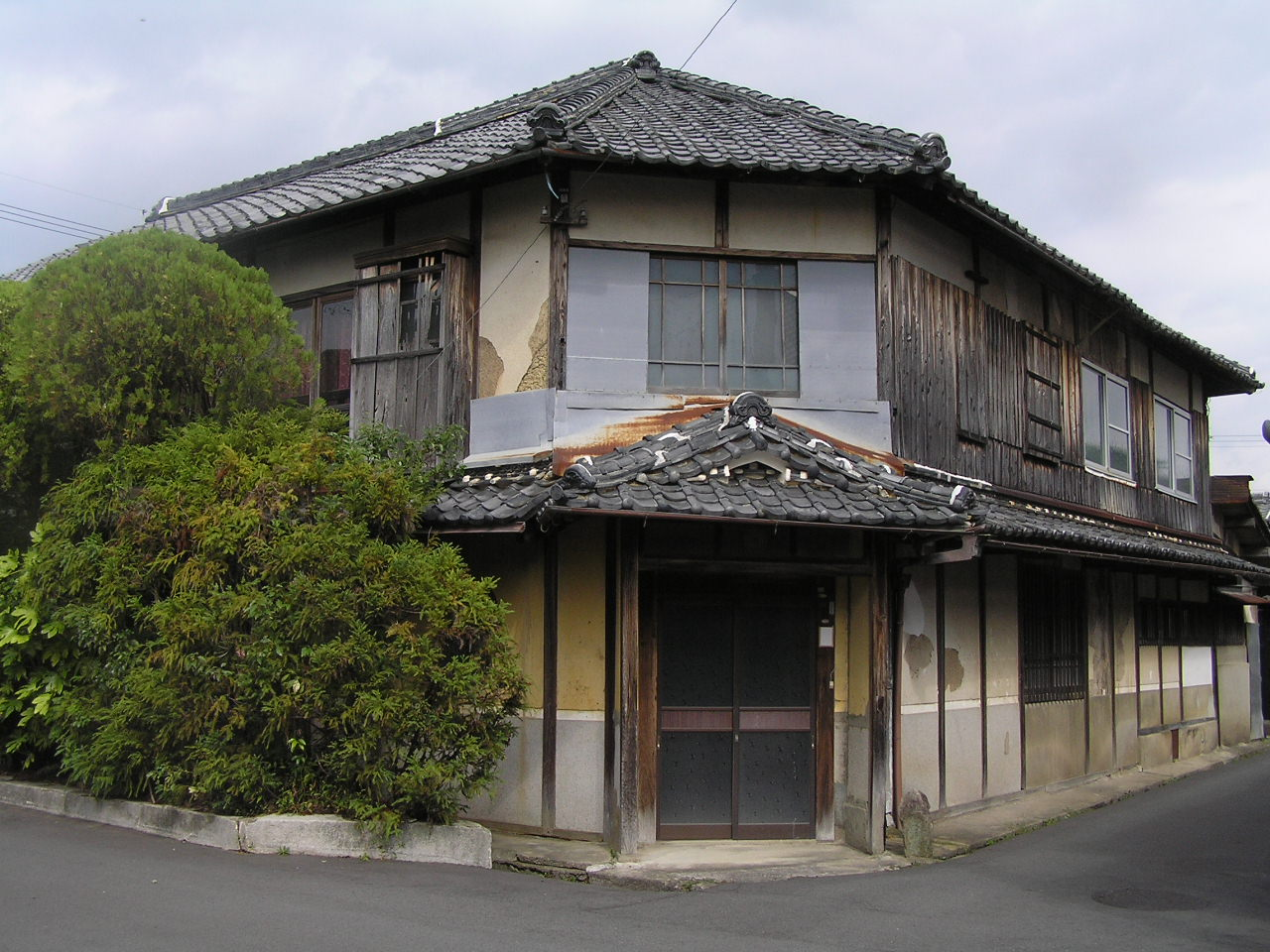
阿部定が遊女人生の最後を過ごした京口新地（丹波篠山市）・大正楼（2019年解体）。

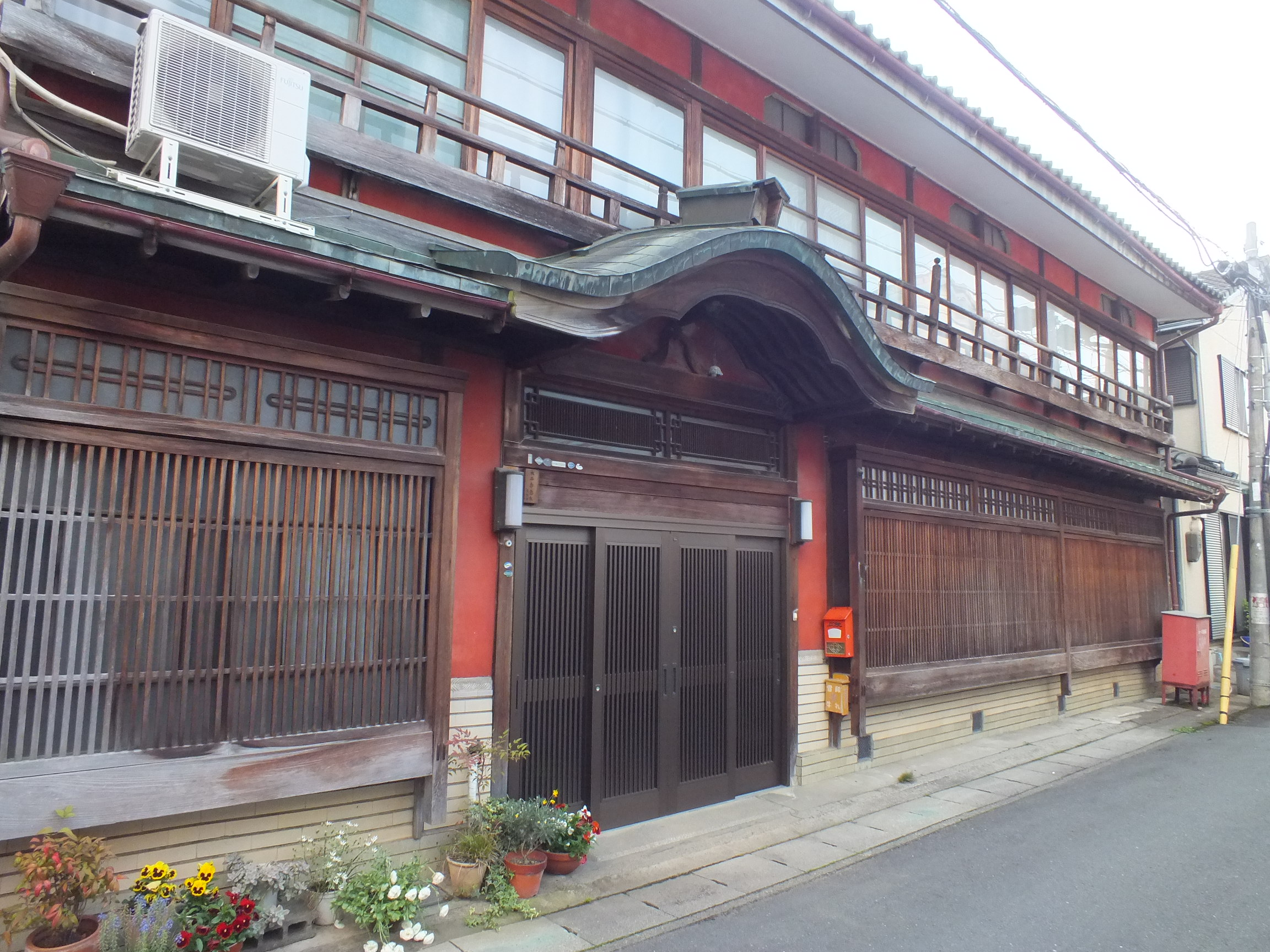
1877年（明治10年）から1958年まで約80年間続いた遊廓の面影を残す猪崎（京都府福知山市）

1872年（明治5年）、日本の近代化が進む中明治政府によって芸娼妓解放令が発令されたが、実態はほとんど変わらなかった。遊女屋は貸座敷と名称を変え、貸座敷のある区域は「遊廓」として存続した。ただし都市化の進展と共に遊廓の存在が問題になり、郊外などへ移転させられる事例もあった。1886年（明治19年）、東大の近くにあった根津遊廓が深川の洲崎に移転したのは、その例である。
1900年（明治33年）、遊廓に反対する廃娼運動が起きる中、内務省令娼妓取締規則が制定され、警視庁・各府県警は貸座敷に関する取締規則を制定した。しかし内容は、従来の取締り方針の追認で貸座敷営業の許される地域を指定し、娼妓の居住地は貸座敷の許される地域に限るというものであった。
新聞記者出身の細民研究家・草間八十雄によれば、1900年（明治33年）に内務大臣の命により警保局長が遊廓新設に関する標準内規を定め、地方長官に通牒した。これにより、次の条件を満たさなければ貸座敷免許地の新設は検討されないこととなった。
1. その土地市街を形成して戸数2000戸以上、人口1万以上を有する。ただし兵営所在地、船着場、その他特別の事情のあるものはこの限りでない。
2. 貸座敷営業者が無いために、密売淫の弊に堪えない。
3. 付近に貸座敷免許地が無いために新設の必要がある。
4. その他地方民情に背馳しない。
5. 貸座敷免許地に適当な場所がある。

ただしこうした内規があっても、実際には世論を考慮して、遊廓の新設はもとより拡張すら許可されなかったという。しかし、大阪の今里新地や市岡新地（港新地）のように、芸妓として営業する花街として設立許可を得たものの営業内容は貸座敷と変わらず、実質は新設遊廓に等しい所や、遊廓ではなく私娼窟として県や議会が設立を許可した鳥取県の倉吉新地など、警察や行政の区割りでは遊廓ではないものの地元の人には「遊廓」として認識されている所もある。もちろん、これらは貸座敷指定地ではないので、行政や警察の資料には遊廓としてカウントされていない。
草間によれば、1929年（昭和4年）12月31日における統計は以下の通り。
- 貸座敷指定地は全国で541箇所。うち30箇所は貸座敷営業者は存在しない、いわば有名無実のもので、したがって実際に貸座敷の存在する遊廓は511箇所。
- 貸座敷指定地の最も多いのは北海道（45箇所、うち3箇所が有名無実）で、ついで山口（41箇所、うち15箇所が有名無実）、三重（30箇所）、山形（26箇所）、福島（25箇所）、長崎（23箇所）、栃木（21箇所）、新潟および静岡（20箇所）、広島（19箇所）、京都（17箇所）。
- 少ないのは鹿児島および沖縄（1箇所）、鳥取、徳島および山梨（2箇所）、奈良、和歌山および愛媛（3箇所）。
- 廃娼が実行されたのは群馬および埼玉。
- 100戸以上の貸座敷で公娼街をなす遊廓の個数は19箇所で、大阪市南区五花街499戸、京都市東山区祇園町449戸、宮川町418戸、東京市浅草区新吉原295戸、深川区洲崎286戸、大阪市西区松島257戸、京都市下京区七条新地237戸、沖縄県那覇市辻町土之蔵町234戸、京都市東山区祇園町（乙部）227戸、大阪市西区新町212戸、京都市中京区先斗町194戸、大阪市西区堀江156戸、京都市上京区北新地151戸、下京区島原146戸、名古屋市西区旭139戸、岡山市東西中島町120戸、堺市龍神107戸、京都市伏見区中書島104戸、大阪市住吉区飛田 100 戸。以上は確実であるが総数不詳。
- 娼妓1000人以上を有する遊廓は大阪市西区松島遊廓3657人、東京市浅草区新吉原2557人、深川区洲崎2329人、名古屋市西区旭遊廓1562人、京都市東山区宮川町1340人、神戸市福原遊廓1329人。
- 1遊廓に娼妓1人を置き、かつてのなごりをとどめるものは、北海道厚岸郡浜中村遊廓、岩手県紫波郡日詰町遊廓、石川県鳳至郡宇出津町遊廓、珠洲郡小木町遊廓、山口県熊毛郡曾根村遊廓の5箇所。
- 1箇年間の遊客が100万人以上の遊廓は、大阪の松島遊廓209万440人、東京の新吉原167万8305人、大阪の飛田153万7576人、東京の洲崎137万2535人の4箇所。
- 全国511箇所の遊廓において貸座敷を営業する者は1万1154人、娼妓は5万56人、遊客の総数は1箇年に2278万4790人、その揚代は7223万5400円。

1931年（昭和6年）12月31日で遊廓の個数は減少していないが、貸座敷営業者は9799人となり、娼妓は5万2064人、遊客は2239万3000人と、1929年と大差は無い。
「公娼 私娼の存在は文明国たる日本の恥辱」という議論もなされていた。1923年（大正12年）の関東大震災を機に当局によって「私娼撲滅」が試みられ、当局が浅草 千束町の私娼窟を潰したために、浅草全域が私娼窟のようになったとされる。そのため、「私娼公娼の絶滅論は、風俗の改善が達成されなければ意味がない」と夢野久作が指摘している。
大正時代末期には日本でも廃娼運動が盛り上がりを見せ、1926年（大正15年）9月には、国際連盟の下に廃娼運動推進のための国民委員会が発足したほか、同年10月には廃娼運動を展開する廓清会、矯風会など関係者により廃娼全国同志大会が開催された。こうした動きに対して遊郭側も遊郭連を組織し、全国大会を開催して廃娼運動に抵抗した。
第二次世界大戦後の1946年（昭和21年）にはGHQの指令により公娼制度が廃止されるが、カフェーや料亭などと看板を変えて、遊廓はほぼそのまま「赤線」の通称で呼ばれる地域として存続した。1957年（昭和32年）に売春防止法が成立し、1958年（昭和33年）4月1日の同法の施行と共に、公娼地域としての遊廓の歴史は完全に幕を閉じることになった。
現在公認の娼婦街はないが、表向き料理旅館に転向しつつも客と仲居との個室内での交渉を「自由恋愛」の名目にかつてと変わらない営業を継続している地域もいくつかある。大阪の飛田新地（飛田遊廓）などがそれである。
また東京の吉原のように、かつての公娼街がその後もソープランドや風俗営業の多く集まる地域となり、公娼地域同然の状態が継続している地域も少なくない。

## 脚注

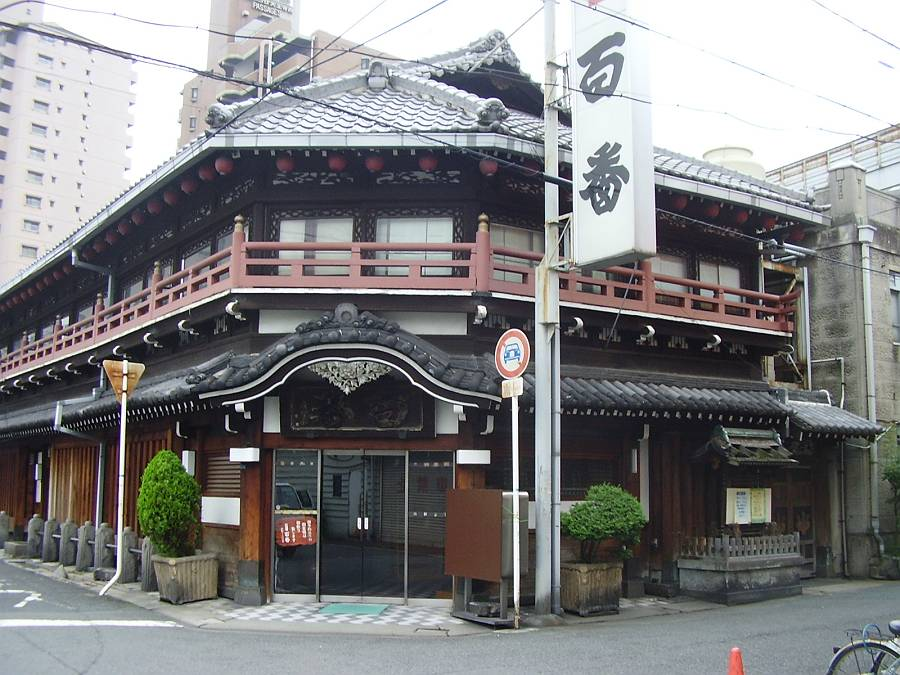
飛田新地　大阪